# لاله خدیجه
لاله خدیجه (عربی: لالة خديجة) با ۲٬۳۰۸ متر ارتفاع بلندترین قله کوهستان جُرجُره در الجزایر است. جرجره بخشی است از کوه‌های اطلس تلی.
کوه لاله خدیجه میان استان‌های تیزی-وزو و بویره قرار دارد و مشرف به شمال دشت بویره و جنوب شهر تیزی-وزو است.
روبه‌روی لاله خدیجه در سمت باختر «جبل بوزقزه» در استان بومرداس قرار دارد. در شمال لاله خدیجه کوه «رجاونه» در استان «تیزی وزو»، در خاور کوه «آکفادو» در استان بجایه و در جنوب کوه «تیکجده» در استان بویره قرار دارد.